# Willi Boskovsky
Willi Boskovsky (Viena, 16 de junio de 1909 - Visp, Suiza, 21 de abril de 1991) fue un violinista y director de orquesta austriaco. Fue durante muchos años director del Concierto de Año Nuevo de Viena.

## Trayectoria

### Solista y director
Willi Boskovsky ingresó en la Academia de Música de Viena a sus nueve años de edad. Desde 1936 hasta 1979 fue el concertino de la Orquesta Filarmónica de Viena. Entre 1955 y 1979 también fue el director del Concierto de Año Nuevo de Viena en 25 ocasiones; que por lo general se dedica a la música de Johann Strauss II y sus contemporáneos. Junto a la Orquesta Filarmónica de Viena, también fue director principal de la Wiener Johann Strauss Orchester hasta que falleció. Como solista de violín actuó bajo la dirección de Bruno Walter, Wilhelm Furtwängler y Hans Knappertsbusch, entre otros.
Como primer violín de la Filarmónica de Viena, Boskovsky apareció en numerosas grabaciones ejecutando solos de violín, pudiéndose destacar la grabación de Una vida de héroe, de Richard Strauss, bajo la dirección de Clemens Krauss, en 1952.
Boskovsky dirigió la música de Strauss al estilo del Vorgeiger, es decir, dirigió la orquesta con el violín tal como Johann Strauss popularizó al dirigir valses, polcas y otras composiciones junto con su rival Josef Lanner. Esta tradición la continuó Johann Strauss II y Josef Strauss tras la muerte de su padre. Boskovsky era muy afín al estilo de los Strauss, y sus interpretaciones de esta música tienen la ligereza, la gracia sencilla y el sutil humor que permiten obtener lo mejor de estas obras. 
Además de los valses de la familia Strauss, Boskovsky grabó el ciclo completo de las danzas, marchas y serenatas de Mozart, dirigiendo a lo que el sello discográfico Decca denominó "Wiener Mozart Ensemble" (en realidad, un conjunto formado por miembros de la Filarmónica de Viena).

### Dirección del Concierto de Año Nuevo de la Filarmónica de Viena
El Concierto de Año Nuevo de la Filarmónica de Viena — Das Neujahrskonzert der Wiener Philharmoniker — es el concierto clásico más conocido del mundo. Cada primero de año es transmitido en directo a casi todos los países del mundo a más de mil millones de personas. Lo acoge la Goldener Saal de la Musikverein de Viena, la sede principal de la Orquesta Filarmónica de Viena. Se inició en 1939 (el 31 de diciembre) y a partir de su segunda edición en 1941 (1 de enero) fue denominado Concierto de Año Nuevo. El titular de la orquesta Clemens Krauss dirigió el concierto desde su inauguración hasta 1954, menos las ediciones de 1946 y 1947 que fueron dirigidas por Josef Krips. Después de la muerte de Krauss, el concierto lo pasó a dirigir Willi Boskovsky, que era entonces el concertino de la Filarmónica de Viena. Fue Willi Boskovsky quien introdujo la tradición de terminar cada concierto con la interpretación de El Danubio azul y la Marcha Radetzky, como piezas fuera del programa oficial. Desde 1959 comenzaron las retransmisiones televisivas que lo han hecho tan popular. Willi Boskovsky, dirigió estos conciertos hasta 1979, año de su última intervención coincidiendo con su retirada. El Concierto de Año Nuevo de 1979, dirigido por Boskovsky, fue grabado en vivo por Decca, y constituyó la primera edición comercial de una grabación efectuada con su nuevo sistema Digital PCM. 
El estilo de dirección de la música clásica ligera de Boskovsky es la máxima expresión del estilo vienés tradicional y cuando cuenta con conjuntos orquestales tan sólidos como los que él dirigía, desde dentro de los mismos, se hace insuperable para la interpretación de esas obras. Otros directores que le han sucedido en la dirección del Concierto de Año Nuevo logran ciertamente la perfección formal en la interpretación de las obras, pero el esprit de las mismas lo capturaban de manera inigualable bajo el amplio trazado del arco de Willie Boskovsky.

### Música de cámara
En 1927, año en el que se graduó, forma su propio grupo de música de cámara, el Trío Boskovsky. Con dicho conjunto, Boskovsky tocó en numerosos locales de Viena por espacio de cinco años hasta 1933.
Después lideró el Cuarteto Boskovsky, con Philipp Matheis (2.º violín), Gunter Breitenbach (viola) y Nikolaus Hübner ( violoncelo). Este mismo cuarteto, junto a Johann Krump (contrabajo), Alfred Boskovsky (clarinete), Josef Veliba (tuba) y Rudolf Hanzi (fagot), formó el Vienna Octet. Con este conjunto grabó muchos discos, con obras de Beethoven, Schubert, Brahms, Mendelssohn, Spohr,  entre otros.
Boskovsky falleció el 21 de abril de 1991 en la localidad suiza de Visp.

## Discografía parcial

### Como director
- Fragmentos de Der Opernball de Heuberger, junto a Elisabeth Schwarzkopf y dirigiendo la Orquesta de Radio Canadá (VIDEO ARTISTS 4390)
- Selección de piezas de Lanner dirigiendo la Orquesta Johann Strauss (EMI 74372)
- Selección de piezas de Lehár junto a Elisabeth Schwarzkopf y dirigiendo la Orquesta de Radio Canadá (VIDEO ARTISTS 4390)
- Rakoczy Marsch de Liszt dirigiendo la Filarmónica de Londres (EMI 87924)
- Danzas alemanas de Mozart dirigiendo el Vienna Mozart Ensemble (PHILIPS 568702)
- Selección de Contradanzas de Mozart dirigiendo el Vienna Mozart Ensemble (PHILIPS 568702)
- Concierto nº20 para piano de Mozart junto a Lili Kraus y dirigiendo la Orquesta de Cámara de Viena
- Rosamunda de Schubert dirigiendo la Staatskapelle Dresde (BERLIN CLASSICS 9004)
- Selección de piezas de Josef Strauss dirigiendo la Filarmónica de Viena (DECCA 455254)
- Selección de piezas de Johann Strauss padre dirigiendo la Orquesta Johann Strauss (EMI 18744)
- Selección de piezas de Johann Strauss II dirigiendo la Filarmónica de Viena (DECCA 455254)
- Boccaccio de Von Suppé, junto a Rothenberger, Berry, Moser y Prey, y dirigiendo la Orquesta del Estado de Baviera (EMI 66179)
- Selección de piezas de Ziehrer dirigiendo la Orquesta Johann Strauss (EMI 86019).

### En música de cámara
Con el Boskovsky Quartet y el Vienna Octet para Decca Records:
- Dvořák, Quartet no 3 E flat major op 51 (LXT 2601). (EMG Monthly Newsletter review September 1951).
- Schubert, Octet in F major op 166 (LXT 2983). (EMG review December 1958). (Decca CD 466580).
- Schubert, 'Trout' Quintet, con Walter Panhoffer (LXT 2533). (1950, EMG review Feb 1959). (Pearl CD 0129).
- Schubert, 'Trout' Quintet, con Clifford Curzon (LXT 5433). (EMG review September 1958).
- Beethoven, Septet in E flat major op 20 (78rpm, AX 306–10 ( Ace of Diamonds SDD 200). (1950). (Testament CD 1261).
- Brahms, Clarinet Quintet op 115. (LXT 2858; Testament CD 1282).
- Spohr, Nonet op 31 (LXT 2782). (EMG review May 1953). (Testament CD 1261).
- Spohr, Octet op 32 (LXT 5294). (EMG review August 1957). (Decca CD 466580).
- Mendelssohn, Octet in E flat major op 20 (LXT 2870). (EMG review February 1954).
- Kreutzer, Grand Septet in E flat major op 62 (LXT 2628). (EMG review December 1951).
- Poot, Octet (LXT 5294). (EMG review August 1957).
- Mozart, Clarinet Quintet in A major K 581 (LXT 5032). (EMG review June 1955). (Testament CD 1282).
- Mozart, Quintet in E flat major K 452 (LXT 5293). (EMG review April 1957).
- Mozart, Trio in E flat major K 498, con Walter Panhoffer (LXT 5293). (EMG review April 1957).
- Mozart, Divertimento in F major K 247 (lx 3105 (78 rpm)). (1953).
- Mozart, Divertimento in B flat major K 287 (LXT 5112). (EMG review September 1956).
- Mozart, Divertimento in D major K 334 (con Otto Nitsch, corno), (LXT 2542). (1950, EMG review Feb 1951). (Pearl CD 0129).